# メリダ州
メリダ州（メリダしゅう、スペイン語: Estado Mérida、IPA: [esˈtaðo ˈmeɾiða]）は、ベネズエラの州。州都はメリダである。
2019年時点で1万1300平方キロに104万2800人（推計）が暮らす。

## 隣接州
- スリア州
- トルヒージョ州
- バリナス州
- タチラ州

## 下位行政区
1. アルベルト・アドリアーニ (Alberto Adriani)
2. アンドレス・ベージョ (Andrés Bello)
3. アントニオ・ピント・サリナス (Antonio Pinto Salinas)
4. アリカグア (Aricagua)
5. アルソビスポ・チャコン (Arzobispo Chacón)
6. カンポ・エリーアス (Campo Elías)
7. カラクショーロ・パーラ・オルメード (Caracciolo Parra Olmedo)
8. カルデナル・キンテーロ (Cardenal Quintero)
9. グアラーケ (Guaraque)
10. フリオ・セサル・サラス (Julio César Salas)
11. フスト・ブリセーニョ (Justo Briceño)
12. リベルタドール (Libertador)
13. ミランダ (Miranda)
14. オビスポ・ラモス・デ・ロラ (Obispo Ramos de Lora)
15. パードレ・ノゲーラ (Padre Noguera)
16. プエブロ・リャノ (Pueblo Llano)
17. ランヘル (Rangel)
18. リバス・ダビラ (Rivas Dávila)
19. サントス・マルキーナ (Santos Marquina)
20. スクレ (Sucre)
21. トバール (Tovar)
22. トゥリオ・フェブレス・コルデーロ (Tulio Febres Cordero)
23. セア (Zea)